# Marcel Schroeder
Marcel Schroeder (9. března 1919, Bouneweg – 2. října 1999, Lucemburk) byl lucemburský fotograf.

## Životopis
Byl úředníkem společnosti ARBED (Aciéries Réunies de Burbach-Eich-Dudelange), která vyráběla ocel a železo se sídlem v Lucemburku. Jeho fotografie, především na téma Lucemburska, jsou archivovány ve fototéce Lucemburku. V roce 2004 vydala Fototéka sborník s výběrem jeho fotografií.